# Drum național 6A
Der Drum național 6A (rumänisch für „Nationalstraße 6A“, kurz DN6A) ist eine kurze Hauptstraße in Rumänien. Er bildet zugleich einen Teil der Europastraße 771.

## Verlauf
Die rund 0,5 km lange Straße zweigt bei Gura Văii westlich von Drobeta Turnu Severin von dem dort am Ufer der Donau entlang führenden Drum național 6 ab und führt über die Anlage des Kraftwerks Eisernes Tor 1 (Porțile de Fier I) über die Donau und weiter als Magistralni put 35 in das serbische Kladovo.